# Ніколас Сантуш
Ніколас Сантуш (порт. Nicholas Santos, 4 лютого 1980) — бразильський плавець.
Учасник Олімпійських Ігор 2008, 2012 років.
Призер Чемпіонату світу з водних видів спорту 2015, 2017, 2019 років.
Чемпіон світу з плавання на короткій воді 2012, 2014, 2018 років, призер 2004, 2010, 2016 років.
Призер Пантихоокеанського чемпіонату з плавання 2010 року.
Переможець Панамериканських ігор 2007, 2011 років.
Переможець літньої Універсіади 2007 року, призер 2005 року.